# Taiwanmees
De taiwanmees (Machlolophus holsti; synoniem: Parus holsti) is een zangvogel uit de familie Paridae (mezen). De vogel werd in 1894 door Henry Seebohm beschreven en vernoemd naar de Zweedse verzamelaar Per August Holst (1858-1895)..

## Kenmerken
De vogel is 12,5 tot 13 cm lang, zo groot als een pimpelmees. De vogel heeft een opvallende, bijna zwarte kuif met een blauwachtige glans. Bij het vrouwtje is deze kuif doffer van kleur. Van boven is de vogel ook donker, met een blauwgroene glans. Het "gezicht", de keel, borst en buik zijn geel. De snavel is zwart en de poten zijn leigrijs tot blauwgrijs.

## Verspreiding en leefgebied
Deze soort is endemisch in het heuvel- en bergland van Midden-Taiwan. Het leefgebied bestaat uit natuurlijk loofbos en soms ook wel uit secundair bos op 700 tot 2500 m boven zeeniveau.

## Status
De vogel werd vroeger veel gevangen en verkocht als kooivogel en dit gevaar bestaat nog steeds. Het leefgebied is betrekkelijk goed beschermd omdat in het centrale bergland veel gebied de status van natuurreservaat heeft. De vogel staat als niet bedreigd op de Rode Lijst van de IUCN.